# Baccalà all'abruzzese
Il baccalà all'abruzzese è un piatto tipico della cucina abruzzese a base di baccalà (merluzzo conservato sotto sale).

## Storia
Il baccala all'abruzzese è una antica ricetta, realizzata con baccalà che è stato conservato sotto sale per almeno 3 settimane. Il pesce così conservato viene poi messo in ammollo in acqua dolce per eliminare l'eccesso di sale prima della preparazione del piatto.

## Ricetta
La ricetta del baccalà all'abruzzese prevede altri ingredienti quali cipolle, sale, peperoncino, prezzemolo, aglio, olio d'oliva, patate, olive e pomodori. Il baccalà viene prima passato nella farina, prima di essere fritto, e poi vengono aggiunti tutti gli altri ingredienti.